# Bin Kirdan
Bin Kirdan (ar. بن قردان, fr. Ben Guerdene) – miasto na wybrzeżu Tunezji, około 30 km od granicy z Libią.